# エアロジン-50
エアロジン-50(Aerozine-50)は、ロケット燃料の一種で、ヒドラジン(N2H4)と非対称ジメチルヒドラジン(UDMH)を質量比約50:50で混合したものである。凝固点は-7度C、沸点は70度C。
エアロジンは酸化剤として四酸化二窒素(NTO)などと組み合わせてロケットエンジンの推進剤に用いられる。液体酸素 - 液体水素の組み合わせの極低温エンジンと違って常温で保管できるため、打上げのかなり前から燃料をロケットに注入しておける。このため打上げ時期を柔軟に選定できることから初期のICBMなどで用いられた。
また、宇宙船や人工衛星に搭載する姿勢制御用エンジンの推進剤としては長期間の保存に耐える必要があるため、この種の常温保管可能な液体燃料が用いられる。

## エアロジン-50を使用したロケットエンジンの例
- LE-3：N-Iロケットの第2段目用エンジンで、ロケットダインの技術導入で三菱重工が開発。
- SE-10／RS-18：アポロ計画の月着陸船の下降モジュール用／上昇モジュール用エンジン
- AJ-10-118K：デルタシリーズの2段目用エンジン
- LR-87／LR-91：タイタンシリーズの1段目／2段目用エンジン